# Havets vargar
Havets vargar är ett äventyr till rollspelet Drakar och Demoner utgivet 1985 av Äventyrsspel. Till skillnad från alla andra produkter som gavs ut till Drakar och Demoner utspelar sig Havets vargar i Europa under en sagobetonad vikingatid.
I äventyret, som börjar i Kaupang, får rollpersonerna följa med till Spanien som besättningsmän på stormannen Erik Järnnäves fartyg. Avsikten är att plundra en rik spansk rövarhövdings borg, vilket är ett uppenbart lån från vikingaromanen Röde Orm. Äventyret är enkelt uppbyggt av tre delar, Kaupang, resan till Spanien och borgen. På vägen kan äventyrarna stöta på andra fartyg, vilda djur och olika sagoväsen som troll, orcher och sjöormar. För sjöstrider medföljer ett enklare sjöslagssystem.
Äventyret avslutas med att tre uppslag till fortsatta äventyr beskrivs, bl.a. ett där rollpersonerna ska hjälpa kung Harald Blåtand med en drake som hemsöker trakten.